# غلفه (مردان)

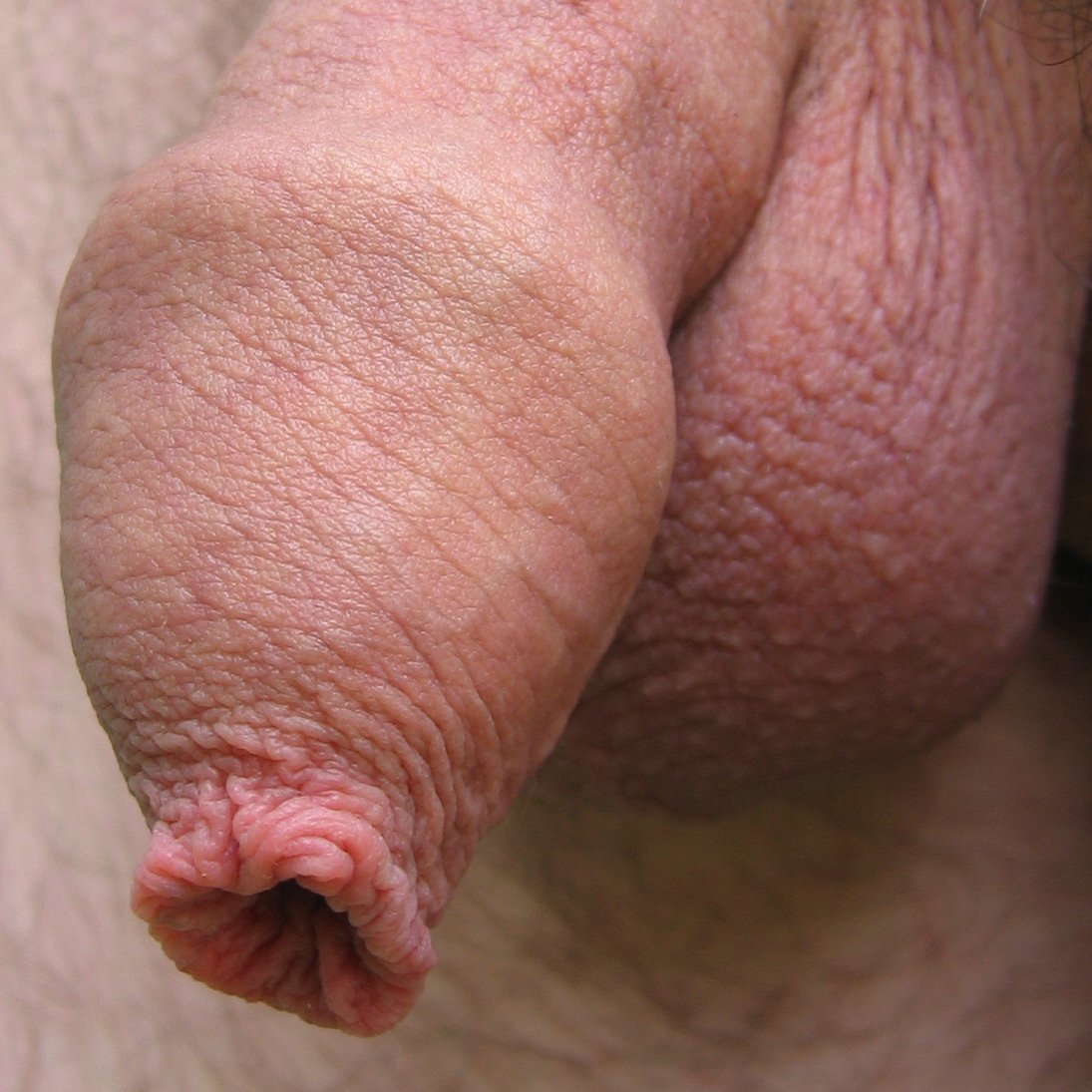
پیش‌پوست آلت مردی انسان که سرنره را پوشانده است.

غُلفَه یا پیش‌پوست (به انگلیسی: Foreskin) پوست کشسان حلقوی شامل عصب و رگ بر سر آلت مردی است که سرنره را احاطه کرده‌است. در حالت آختگی (راست شدن) به پس می‌رود و در حالت چل (خوابیده، شل)، سرنره را می‌پوشاند. پیش‌پوست در نوزادی پس نمی‌رود. سنی که یک پسر می‌تواند پیش‌پوست را پس بزند، در افراد مختلف متفاوت است و ناتوانی در پس زدن پیش‌پوست در کودکی الزاماً نشانه وجود مشکل نیست؛ مگر آنکه با عوارض دیگر همراه باشد. پیش‌پوست بر سر آلت پوشیده می‌شود تا از حساسیت سرنره مراقبت کرده و آن را نرم، مرطوب و براق نگاه دارد؛ ولی این پوست در زمان راست‌شدگی که آمادهٔ آمیزش جنسی می‌گردد، پس رفته و روی سر آلت را کامل نمی‌پوشاند تا لذت جنسی بیشتر شود. در ختنه پیش‌پوست بریده می‌شود و (ختنه‌گاه) پدید می‌آید.

## آناتومی

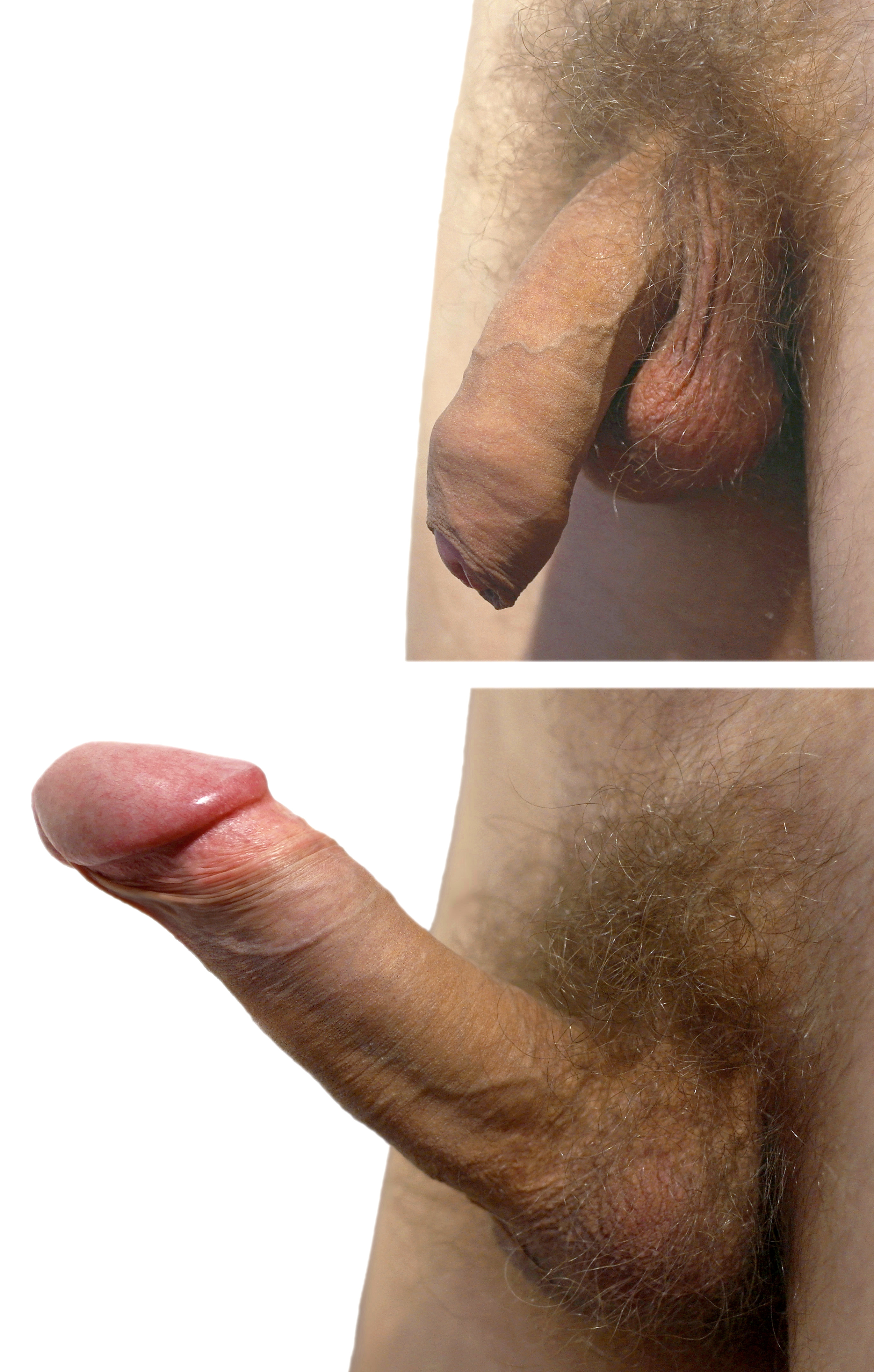
پیش‌پوست هنگامی که آ‌لت‌مردی برانگیخته نیست، روی سرنره را می‌پوشاند(بالا) اما پس از برانگیخته‌شدن آلت‌مردی عقب می‌رود.(پایین)

حرکت‌دادنِ پیش‌پوست با دست، آختگی، دخول، می تواند سر آلت را بپوشاند یا برهنه کند.

## کارکردها
برپایه اظهارات سازمان جهانی بهداشت در سال ۲۰۰۷ میلادی از جمله کارکردهایی پیش‌پوست عبارت‌اند از: مرطوب نگه‌داشتن سرنره، محافظت از آلت تناسلی‌مردی درحال رشد در رحم و افزایش لذت جنسی به سبب حضور گیرنده‌های عصبی فراوان. همچنین پیش‌پوست به تهیهٔ پوست کافی هنگام نعوظ کمک می‌کند.

پیش‌پوست از سرنره محافظت می‌کند. پیش‌پوست در نوزادان از آلت‌تناسلی دربرابر آمونیاک و مدفوع درون پوشک محافظت می‌کند که این خود باعث کاهش رخداد تنگی مجرای‌ادرار می‌شود. پیش‌پوست همواره در طول عمر مرد از سرنره دربرابر ساییدگی و  زخم‌شدن هنگام فعالیت‌های جنسی جلوگیری می‌کند.
چین پیش‌پوست دارای رطوبتی است که با پوست‌مرده ترکیب می‌شود و اسمگما را تولید می‌کند.

### میزان حساسیت
پیش‌پوست بافت تخصص‌یافته‌ای است که دربردارنده اعصاب و گیرنده‌های کششی است. پیش‌پوست دارای پایانه‌های عصبی کاروسکولهای ماینز است که در حس لمس‌های ظریف نقش‌دارند. این پایانه‌های عصبی در حلقه پیش‌پوست، مرز بین لایه درونی (مخاطی) و بیرونی پیش‌پوست، بیشترین تمرکز، و در لایه صاف درونی پیش‌پوست کم‌ترین تمرکز را دارند.

کراتینه شدن سرنره پس از ختنه می‌تواند حساسیت را کاهش دهد. گرچه برخی از پژوهش‌ها باور دارند که ختنه باعث کراتینه شدن سرنره نمی‌شود؛  اما برخی مطالعات دیگر خلاف این ادعا را نشان‌داده‌اند.
انجمن پزشکس سلطنتی هلند در سال ۲۰۱۰ میلادی بیان‌کرد که بسیاری از سکس‌شناسان بر این باوراند که پیش‌پوست بافتی پیچیده و محرک تحریکات جنسی است و نقش مهمی در فعالیت‌های فیزیکی آلت‌تناسلی‌مردی هنگام آمیزش‌جنسی و خودارضایی دارد.

## بازگردانی پیش‌پوست
روش‌هایی هستند که افراد ختنه‌شده از طریق آن‌ها می‌توانند پیش‌پوست شان را بازسازی کنند.

## نگارخانه

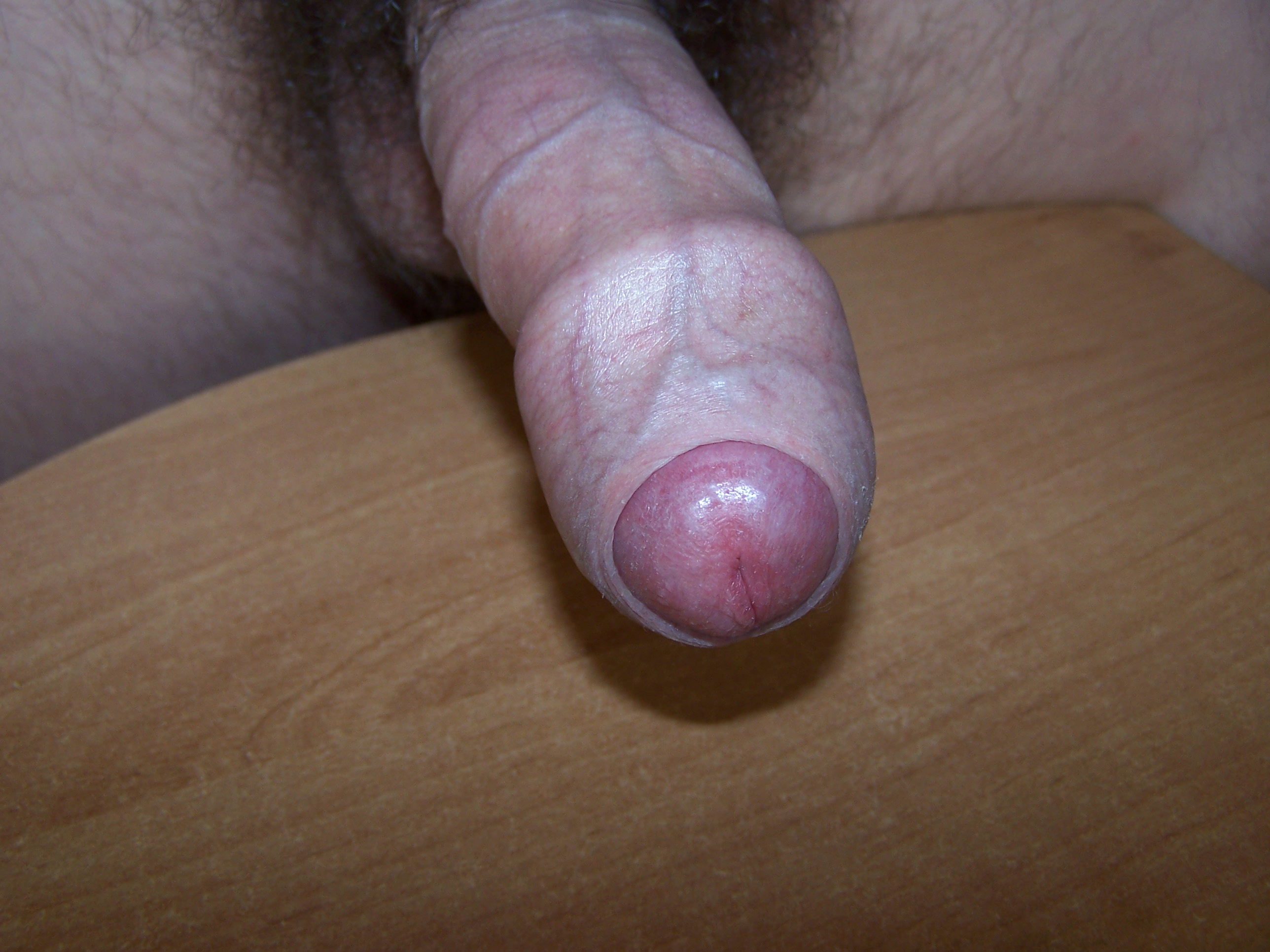
غلفه در آلت ختنه‌نشدهٔ برانگیخته
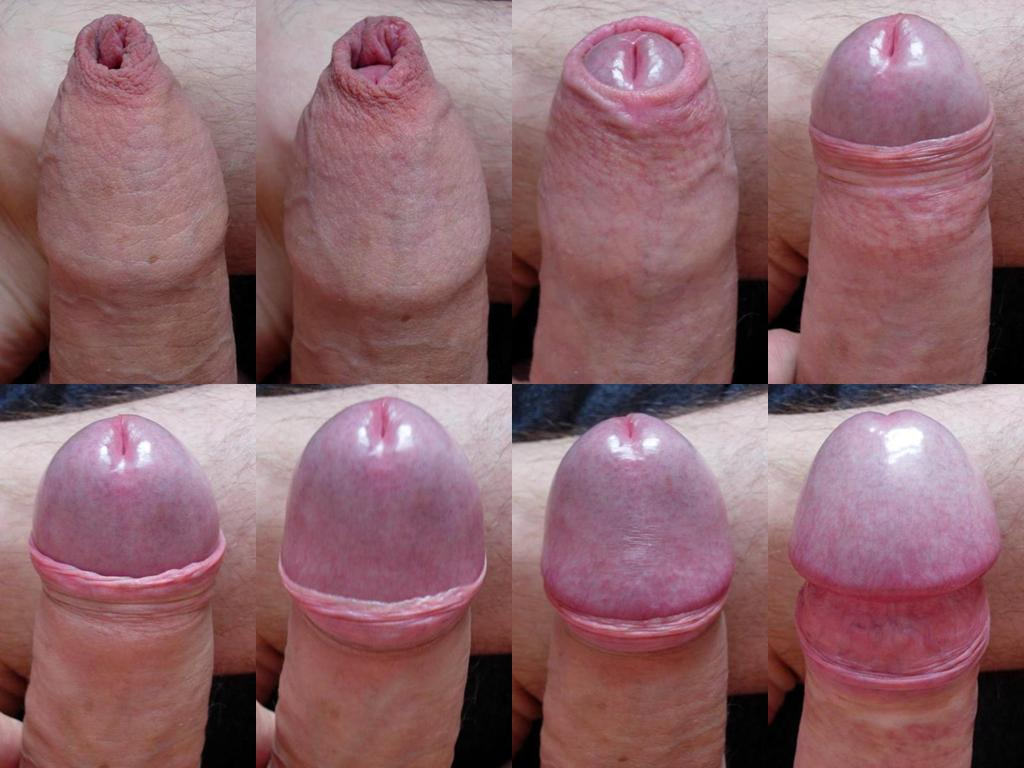
عقب‌رفتن پیش‌پوست